# Mahébourg
Mahébourg – miasto na południowo-wschodnim wybrzeżu wyspy Mauritius; 15 443 mieszkańców (2014). Stolica dystryktu Grand Port.